# Межники (Смоленская область)
Межники — деревня в Кардымовском районе Смоленской области России. Входит в состав Мольковского сельского поселения.

## География
Расположена в центральной части области в 6 км к юго-западу от Кардымова, в 0,5 км севернее автодороги Р134 «Старая Смоленская дорога» Смоленск — Дорогобуж — Вязьма — Зубцов, на берегу реки Малый Вопец. В 6 км юго-восточнее деревни расположена железнодорожная станция Пересветово на линии Москва — Минск.

## История
В годы Великой Отечественной войны деревня была оккупирована гитлеровскими войсками в августе 1941 года, освобождена в сентябре 1943 года.

## Население
Население — 6 жителей (2007 год).